# Cataclysta ambahonalis
Cataclysta ambahonalis là một loài bướm đêm trong họ Crambidae.